# Theodor von Rheden
Theodor von Rheden (auch: Theodorich, Dietrich von Reden; * 1492 in Meppen; † 28./29. Juni 1556 in Mainz) war 1551–1554 als Dietrich II. Bischof von Lübeck.

## Leben
Theodor von Rheden stammte aus einfachen Verhältnissen. Er wurde Kleriker in der Diözese Osnabrück und stand seit 1518 im Dienst Albrechts von Preußen. Dieser empfahl ihn Nikolaus von Schönberg, auf dessen Verwendung hin er seit 1519 in Rom tätig war. Er erwarb den akademischen Grad eines Doktors des geistlichen Rechts.
1525 war er wieder am Hof von Albrecht von Preußen tätig. Albrecht von Preußen setzte ihn als Gesandten bei der römischen Kurie ein. In Rom wurde Rheden wegen seines erfolgreichen Wirkens für einen protestantischen Potentaten zeitweise mit Kirchenstrafen belegt. Ende 1532 wurde er Domherr am Frauenburger Domstift und vertrat das Kapitel in Rom. Die Geschäfte des Kapitels bei der Kurie erfüllte er mit großem Eifer und Geschick. 1537 hatte er als Agent des Kapitels unter anderem das päpstliche Breve zu erwirken.
1539 kehrte er nach Frauenburg zurück. Hier gehörte er zum engen Freundeskreis des Nicolaus Copernicus, dessen Nachlassverwalter er wurde.
Am 10. Februar 1533 erhielt er ein Kanonikat an St. Nicolai in Erfurt, wurde später Propst an St. Severus in Erfurt, war Propst in Mainz und 1551 Domherr in Lübeck. Nach dem Tod des ihm vertrauten Jodokus Hodfilter wählte ihn das Lübecker Domkapitel zum Bischof von Lübeck und am 15. Juni 1551 wurde er in diesem Amt in Rom bestätigt. Rheden hatte schon ein hohes Alter erreicht, als er Bischof wurde, und war altershalber erblindet. Er konnte daher der sich immer mehr ausbreitenden neuen evangelischen Glaubenslehre nichts mehr entgegensetzen und legte deshalb sein Amt 1554 nieder. Er kehrte zurück nach Mainz, wo er verstarb.